# 曲枝榕
曲枝榕（学名：Ficus geniculata）是桑科榕属的植物。分布于老挝、锡金、柬埔寨、印度、尼泊尔、不丹、越南、泰国、缅甸以及中国大陆的四川、海南、云南等地，常生长在中海拔山地以及平原，目前已由人工引种栽培。